# パンプーリャの近代建築群
パンプーリャの近代建築群（パンプーリャのきんだいけんちくぐん）は、ブラジルベロオリゾンテ市北東部に位置する人造湖周辺に形成された庭園都市の建造物群である。パンプーリャ湖周辺の建造物群は、のちにブラジル大統領となるベロオリゾンテ市長ジュセリーノ・クビチェックが、若き建築家オスカー・ニーマイヤーを招聘して建造させたものである。ニーマイヤーは著名な建築家やロバート・ブール・マルクスなど芸術家達とともに、現在ではブラジル最初期かつ最も顕著な例とされるモダニズム建築を手がけた。
2016年7月にユネスコの世界遺産リストに登録された（世界文化遺産）。

## 登録経緯
この物件が世界遺産の暫定リストに記載されたのは1996年9月6日のことであった。当初の名称は「パンプーリャ湖畔の観光・レジャー建築物群」(Ensemble architectonique de tourisme et loisir au bord du lac de Pampulha) である。
「パンプーリャの近代建築群」の名での正式な推薦は2015年1月31日に行われ、世界文化遺産の諮問機関である国際記念物遺跡会議 (ICOMOS) は翌春に「登録」を勧告した。その年の第40回世界遺産委員会では、勧告通りに正式登録された。

### 登録名
世界遺産としての正式登録名は英語: Pampulha Modern Ensembleおよびフランス語: Ensemble moderne de Pampulhaである。その日本語名は以下のようにいくらかの揺れがある。
- パンプーリャの近代建築群 - なるほど知図帳[7]、今がわかる時代が分かる世界地図[8]
- パンプーリャ近代建築群 - 日本ユネスコ協会連盟[9]
- パンプーリャ湖の近代建築群 - 古田陽久・古田真美[10]
- パンプーラの近代建造物群 - 世界遺産検定事務局[11]

## 構成資産

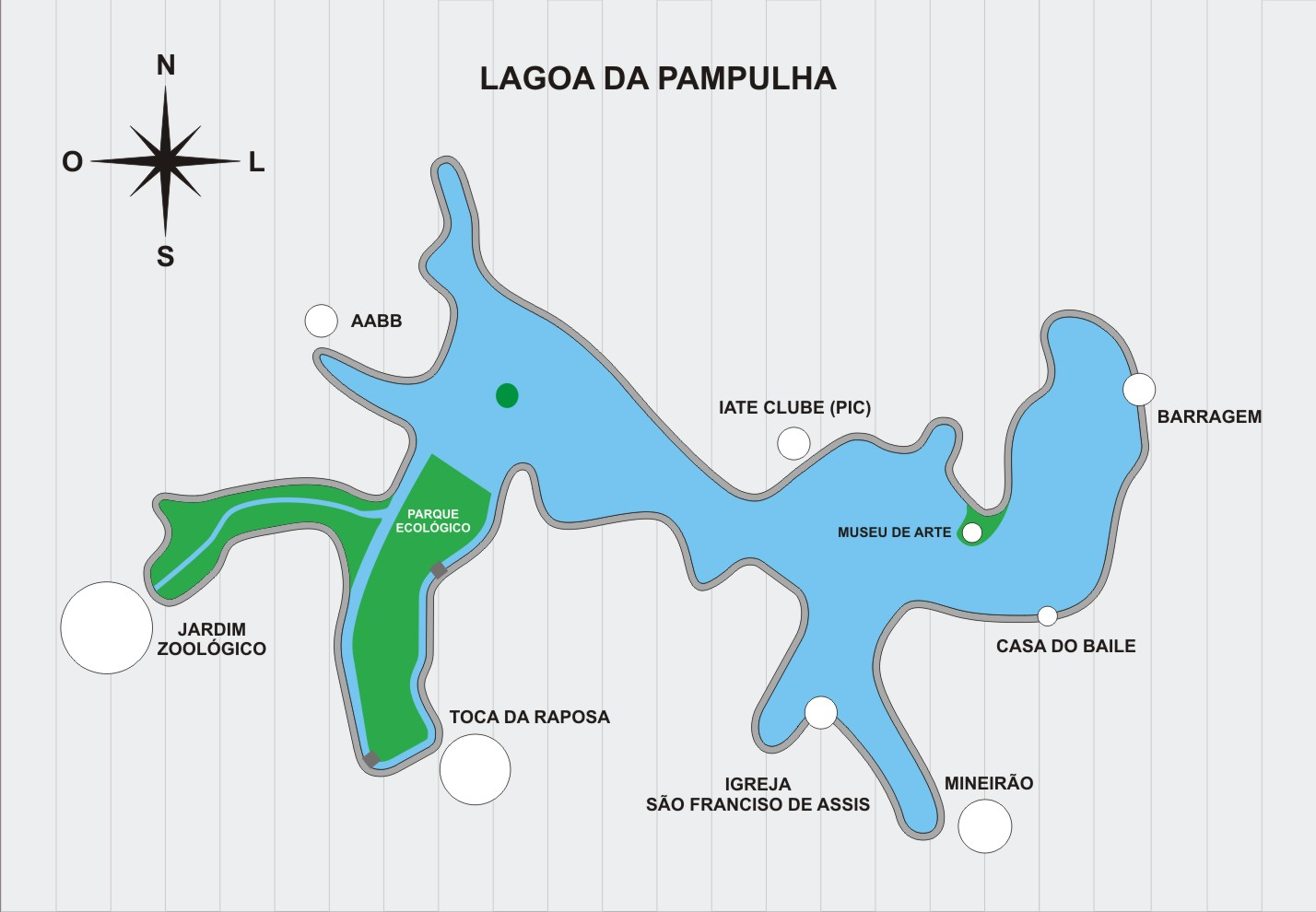
パンプーリャ湖周辺図（ポルトガル語）

オスカー・ニーマイヤーが手がけた主要建築物は、いずれもロバート・ブール・マルクスのランドスケープ・デザインの中に位置づけられている。世界遺産は、サン・フランシスコ礼拝堂、美術館、カーサ・ド・バイリ、ヨットクラブ、ニーマイヤー邸などからなる。

### パンプーリャ美術館

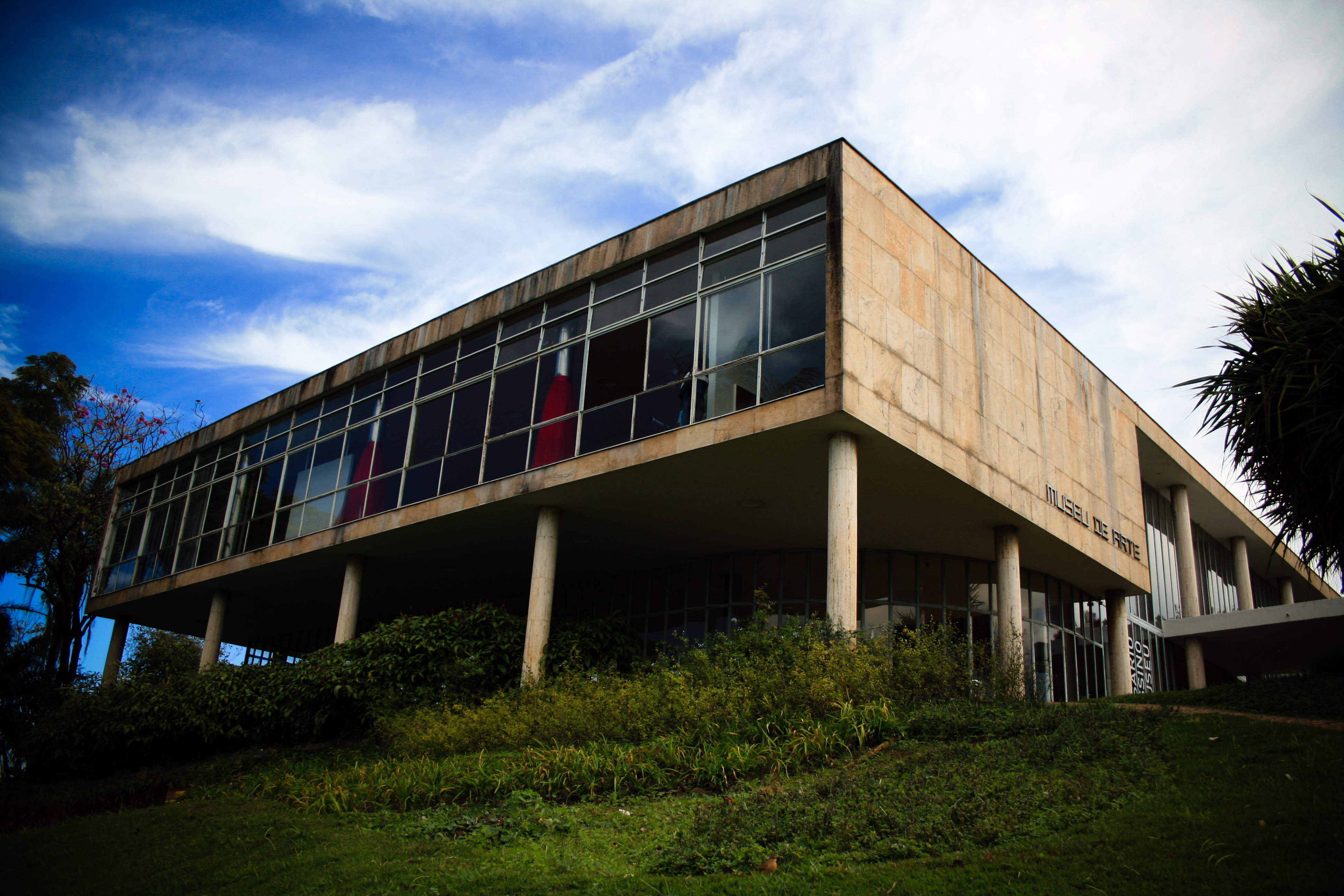
パンプーリャ美術館

パンプーリャ美術館 (Museo de Arte da Pampulha) は、ニーマイヤーが最初に手がけた建物（1940年/1942年）で、その分、ニーマイヤーが影響を受けたル・コルビュジエの要素が他の建物よりも色濃く反映されている。構造技師はジョアキム・カルドゾ (Joaquim Cardozo)。 
もともとはカジノとして設計されたものであり、賭博室にバー、レストラン、劇場なども内包した複合施設であったが、賭博に対する法規制（1946年）によって、実際にカジノとして機能していた期間は短い。1957年に美術館として再開された。「クリスタル宮殿」とも呼ばれ、ブラジル国内の芸術家によるものを中心に1600以上の作品を収蔵している。
庭園の造成はロバート・ブール・マルクスによるもので、1997年に復元された。

### カーサ・ド・バイリ

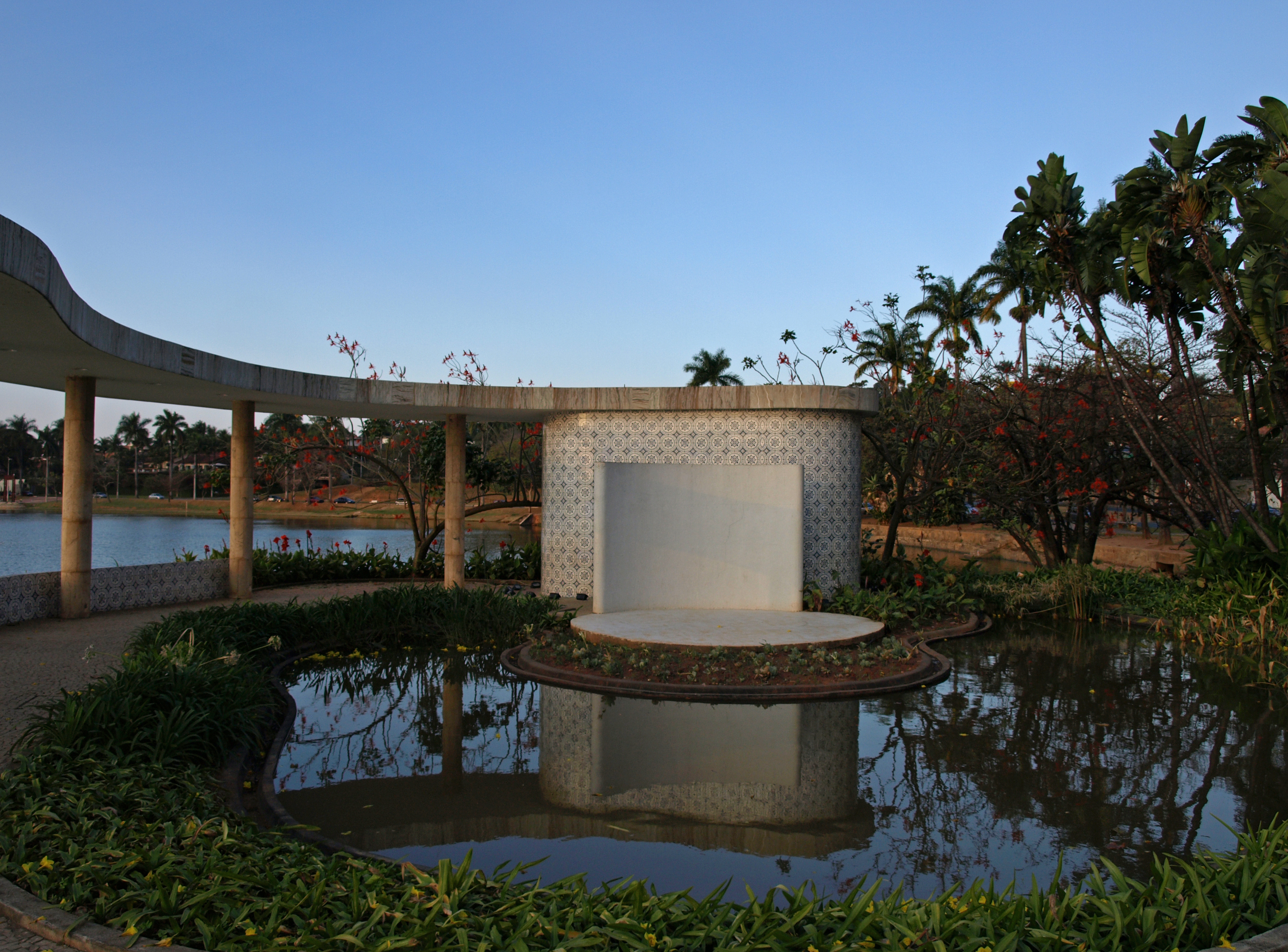
カーサ・ド・バイリ

カーサ・ド・バイリ (Casa do Baile) はもともとレストランにオーケストラ、舞台などが併設されていた施設である。1943年に会場されたが、カジノ禁止の余波を受けて閉鎖。この建物は、湖畔の地形に沿うように曲線的なデザインを取り入れており、ニーマイヤー建築の特色である曲線美が活かされた建築となっている。構造技師はアルビノ・フロゥフェ (Albino Froufe)。
現在は多目的スペースとして利用されている。美術館の別館としても使用された。2002年にニーマイヤー自身の再設計により全面的にリフォームされている。ロバート・ブール・マルクスの設計した庭園は現存しておらず、現在の庭園はリカルド・サムエル・ジ・ラナ (Ricardo Samuel de Lana) が自身の解釈を交えて再現したものである。

### ヨット・クラブ
ヨット・クラブは1942年に建設された施設で、構造技師はジョアキム・カルドゾ。当初はゴルフ・ヨット・クラブとして建設され、現在はヨット・テニス・クラブとなっているが、野外のゴルフコースが存在していた時期はない。
建物にはプール、テニス・コート、バスケット・コートなどがあり、休憩室、読書室などが2階に併設されている。バタフライ・ルーフと呼ばれる蝶の翅のような両端が高い屋根が特徴で、該当する区画の天井を高くする機能的理由と、単調なシルエットからの脱却という視覚的理由が備わっている。

### サン・フランシスコ・ジ・アシス教会

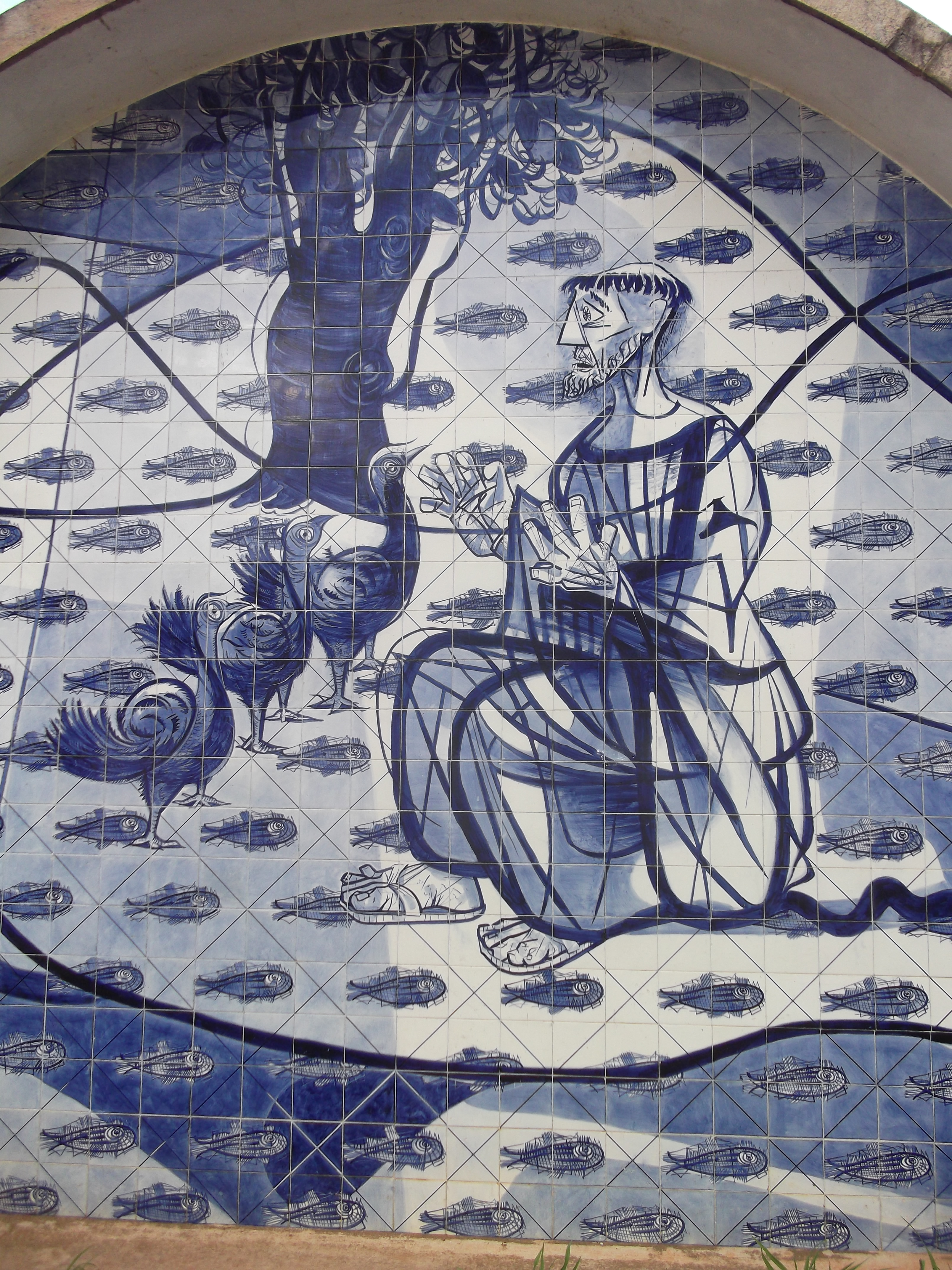
ポルチナーリの壁画

サン・フランシスコ・ジ・アシス教会 (Igreja de São Francisco de Assis) は1943年に建設された教会で、構造技師はジョアキム・カルドゾである。コンクリート・シェルが宗教建造物に利用された最初の例であり、外壁はカンディド・ポルチナーリが手がけた青を基調とする壁画に飾られている。壁画に描かれているのはアッシジの聖フランチェスコ（サン・フランシスコ・ジ・アシス）の生涯や、貧民・罪人・病人に寄り添うイエス・キリストの姿である。
しかし、その斬新さはオウロ・プレットのサン・フランシスコ教会のような建物を求める市長ジュセリーノ・クビチェックからは理解されず、（実現しなかったものの）取り壊しさえも要求された。この建物は一般的なカトリックの教会とは大きく構造が異なり、宗教建築のあり方について議論を喚起し、当時のベロオリゾンテのカトリック大司教は「悪魔の防空壕のようだ」と酷評した。カトリック教会として正式に献堂されたのは、1959年のことであった。

### クビチェックの家
クビチェックの家 (Casa Kubitschek) は市長クビチェックの週末用の別邸として建設されたもので、ヨット・クラブに続いてバタフライ・ルーフが導入されている。
上に挙げた4件の建物と異なり、世界遺産登録範囲の外側（緩衝地域内）にある。

### 登録基準
この世界遺産は世界遺産登録基準のうち、以下の条件を満たし、登録された（以下の基準は世界遺産センター公表の登録基準からの翻訳、引用である）。
- (1) 人類の創造的才能を表現する傑作。
- (2) ある期間を通じてまたはある文化圏において、建築、技術、記念碑的芸術、都市計画、景観デザインの発展に関し、人類の価値の重要な交流を示すもの。
- (4) 人類の歴史上重要な時代を例証する建築様式、建築物群、技術の集積または景観の優れた例。

これらの基準の適用に当たってICOMOSが評価したのは、モダニズム建築、ランドスケープ・デザイン、造形芸術の優れた融合であることや、世界恐慌を経験したあとの新たな庭園都市の発展段階を示していることなどである。